# AGI (企業)
株式会社AGI（英字商号: Advanced Generation Interface Japan Inc.）は、人工知能ソフトウェア研究開発企業である。

## 概要
コンピュータにおける感性制御技術(ST)の研究開発を主業務としており、音声感情認識を得意とする。SUIも元はAGIのインターフェース思想であった。

## 沿革
- 1999年：感性コンピュータの実現に向けて光吉俊二らによって、「アニメ」「ゲーム」「アイドル」の頭文字をとってエイ・ジー・アイとして設立された。
- 2000年：初期STシリーズの発表。光吉自ら考案・開発した感性制御技術を使ったコンピュータ感性自動応答システムである。このシステムは人と感情のやり取り（口喧嘩）を自動的に行うことで話題となる。
- 2001年：最初の本格的STシステムをサービス開始。KDDI/Ezバーチャルトークとして携帯電話サービスを行う（3年間継続）。
- 2002年：STロボットシリーズを展開。また、IEEEに感性制御技術を発表する。
- 2003年：感性受付システム「接遇」を自社開発。販売開始。ROBODEX出展。スタンフォード大学コンピュータサイエンス学部と共同研究。
- 2004年：日本SGI株式会社との業務提携/総販売代理契約＜営業及び管理・経営体制改革・資本提携＞。ST ver2.0　SDK販売開始。
- 2005年：NTT・R&Dフォーラム2005にてSTキャラクターエージェント発表。脳科学・生理学との連携開始（独立行政法人NiCT共同研究）（脳とSTの関係から感情のメカニズム解明と生理指標との基準化・科学検証を進めめ、130デシベルの騒音環境の中、堅牢で確実な音声からの基本周波数の検知を実験比較で実証した）
- 2006年：株式会社AGI（アドバンスド・ジェネレーション・インターフェース）となる。
- 2009年：日本SGIの独占販売契約を解消。

## 状況
設立から現在に至るまで、代表取締役の強烈な個性（発想・システムの多次元設計・信念）で研究と営業を驀進させてきた。
今日のNEC言花やNICTのfMRIシステム、そして医療やQOLでの新展開を実現させたと高い評価を得ている。